# Jeux d'eau
Pour l’article homonyme, voir Jeux d'eau (Ravel).

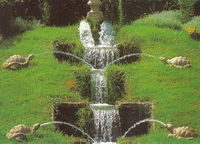
La cascade des tortues du château de Vandeuvre.

Les jeux d’eau (giochi d’acqua, en italien) sont, dans l’histoire des jardins, les cours d’eau qui ont été introduits dans les jardins à l’italienne maniéristes au milieu du XVIe siècle.

## Historique
Au XVIe siècle, les jardins à la française en Ile-de-France étant généralement situés sur un terrain plat qui ne se prêtait pas aux jeux d’eau, on y trouvait plus généralement des fontaines, des bassins et des canaux. Pour cette raison, il a fallu construire une station de pompage (la machine de Marly, à l’époque la machine la plus puissante en Europe) axée sur un moulin et des aqueducs pour amener l’eau de plusieurs kilomètres de distance pour les jeux d’eau de Versailles.

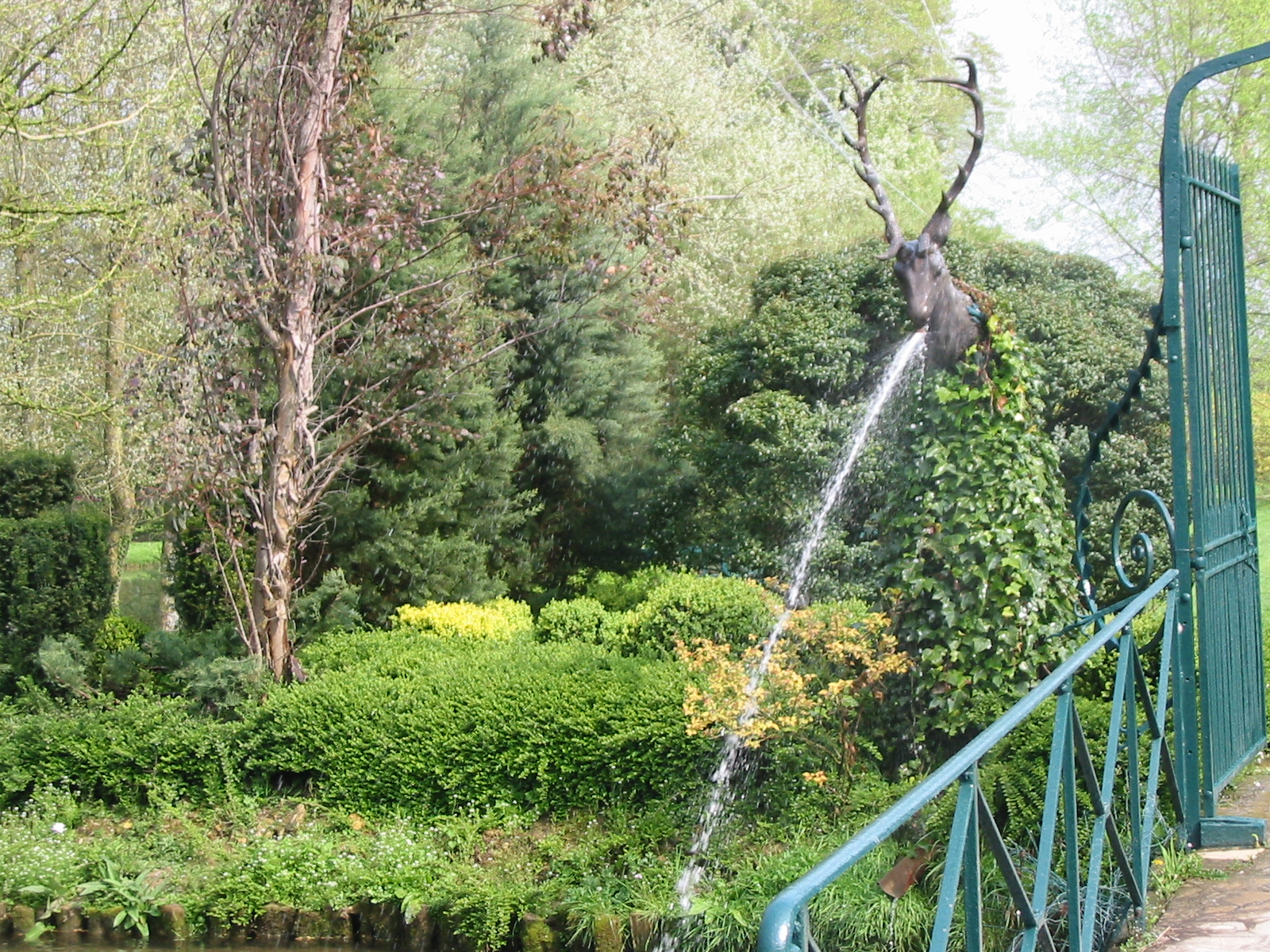
Le jet d’eau surprise du château de Vandeuvre.

Les piscines et fontaines existaient déjà à l’époque romaine, mais les ingénieurs en hydraulique n’ont commencé à profiter pleinement des sites en pente caractéristiques des villas des collines autour du Latium, où l’eau était disponible en abondance. Barozzi da Vignola a ouvert la voie avec ses « chaines d’eau », ses escaliers d’eau, ses fontaines, ses cascades, ses jets, ses bassins et ses canaux à la villa Farnèse à Caprarola et la villa Lante à Bagnaia. À la villa Lante un filet d’eau coule du centre d’une table de piquenique en pierre. Les sites en pente des palais de Caserte et de Peterhof ont permis d’aménager de grandes cascades. Caserte possède même un filet d’eau coulant le long de la rampe de la balustrade de l’escalier.
Un jeu d’eau privilégié était le jet d’eau surprise qui pouvait être soudainement activé par un jardinier complice qui ouvrait un robinet caché pour piéger les gens et les arroser ou tremper leurs plus beaux atours. Le château de Vandeuvre en comporte un dans ses jardins d'eau « surprise ».